# Депутати ВР Латвійської РСР 3-го скликання
| Прізвище, ім'я, по-батькові            | Де обраний           | Виборчий округ      | Примітка |
| -------------------------------------- | -------------------- | ------------------- | -------- |
| Авдюкевич Логин Іванович               | Резекненський район  | Макашенський        |          |
| Авотінь Яніс Георгійович               | Рига                 | Ризький 53-й        |          |
| Азан Владислав Антонович               | Рига                 | Ризький 26-й        |          |
| Александров Олександр Федорович        | Вілянський район     | Гайгалавський       |          |
| Александров-Мойсей Броніслав Донатович | Дагдський район      | Коноваловський      |          |
| Андреєв Андрій Андрійович              | Рига                 | Ризький 46-й        |          |
| Андрейчиков Яків Іванович              | Вілянський район     | Галенський          |          |
| Анкупе Елла Фріцівна                   | Руієнський район     | Мазсалацський       |          |
| Апініс Едгар Петрович                  | Рига                 | Ризький 10-й        |          |
| Арзуманова Емма Петрівна               | Алойський район      | Алойський           |          |
| Артем'єв Михайло Піменович             | Краславський район   | Ізвалтський         |          |
| Аугуст Ольга Мартинівна                | Ризький район        | Катлакалнський      |          |
| Аугшкап Ян Петрович                    | Абренський район     | Шкілбенський        |          |
| Афонін Павло Андрійович                | Вентспілський район  | Вентспілський       |          |
| Бабкін Микола Олександрович            | Елейський район      | Елейський           |          |
| Баграмян Іван Христофорович            | Рига                 | Ризький 50-й        |          |
| Баркане Анна Казимирівна               | Яунелгавський район  | Яунелгавський       |          |
| Бауфал Адольф Гнатович                 | Рига                 | Ризький 38-й        |          |
| Бейшан Едуард Робертович               | Огрський район       | Мадлієнський        |          |
| Берзін Борис Герардович                | Єлгава               | Єлгавський 69-й     |          |
| Берзінь Амалія Олександрівна           | Екабпілський район   | Екабпілський        |          |
| Берзінь Едгар Михайлович               | Рига                 | Ризький 1-й         |          |
| Берія Лаврентій Павлович               | Рига                 | Ризький 24-й        |          |
| Біксоне Грієта Карлівна                | Кулдігський район    | Курмальський        |          |
| Бірінь Ян Янович                       | Рига                 | Ризький 28-й        |          |
| Біссенек Микола Якович                 | Резекненський район  | Столеровський       |          |
| Блощаненко Антон Федорович             | Лудзенський район    | Звіргзденський      |          |
| Блюм Віктор Адольфович                 | Скрундський район    | Скрундський         |          |
| Бокк Арнольд Семенович                 | Балвський район      | Ругайський          |          |
| Бранте Едіте Янівна                    | Валкський район      | Стренчський         |          |
| Брожа Анна Андріївна                   | Рига                 | Ризький 47-й        |          |
| Буде Карл Карлович                     | Саулкрастський район | Саулкрастський      |          |
| Булганін Микола Олександрович          | Рига                 | Ризький 16-й        |          |
| Буркевіц Криш'ян Фріцович              | Дундагський район    | Дундагський         |          |
| Буш Гайда Павлівна                     | Салдуський район     | Салдуський          |          |
| Валінієк Артур Юрійович                | Вентспілс            | Вентспілський 70-й  |          |
| Валліс Вісвальд Язепович               | Цесіський район      | Страупський         |          |
| Вацієтіс Смайда Карлівна               | Добельський район    | Добельський         |          |
| Веверс Ян Янович                       | Алуксненський район  | Бейський            |          |
| Вейнберг Емілія Едуардівна             | Гауєнський район     | Вецпієбалгський     |          |
| Венцкав Карл Андрійович                | Вентспілс            | Вентспілський 71-й  |          |
| Вімба Ян Артурович                     | Єлгавський район     | Єлгавський          |          |
| Віндедз Аліса Янівна                   | Кулдігський район    | Кабільський         |          |
| Вітол Ельза Юріївна                    | Плявіньський район   | Плявіньський        |          |
| Вітт Юліус Адольфович                  | Екабпілський район   | Сунакстський        |          |
| Вольтман Карл Якович                   | Салдуський район     | Курсішський         |          |
| Ворошилов Климент Єфремович            | Лієпая               | Лієпайський 54-й    |          |
| Ворслов Йосип Юліанович                | Елейський район      | Аусмський           |          |
| Гайле Георгій Янович                   | Рига                 | Ризький 29-й        |          |
| Гайліс Карл Петрович                   | Акністський район    | Рубенський          |          |
| Ганіньш Лонія Мартинівна               | Бауський район       | Бауський            |          |
| Гаркалнс Геля Алоїзівна                | Рига                 | Ризький 43-й        |          |
| Герасименко Василь Пилипович           | Лієпая               | Лієпайський 58-й    |          |
| Герасимова Агафія Харитонівна          | Рига                 | Ризький 39-й        |          |
| Грауде Луція Юріївна                   | Єлгавський район     | Каліціємський       |          |
| Гредзен Ріхард Язепович                | Руієнський район     | Руієнський          |          |
| Григуліс Арвід Петрович                | Алойський район      | Салацгрівський      |          |
| Грінберг Ян Михайлович                 | Ліванський район     | Ліванський          |          |
| Гурін Микола Миколайович               | Лієпая               | Лієпайський 55-й    |          |
| Давидов Іван Андрійович                | Краславський район   | Езеріньський        |          |
| Давидов Михайло Прокопович             | Даугавпілс           | Даугавпілський 64-й |          |
| Дауговет Ерна Янівна                   | Рига                 | Ризький 37-й        |          |
| Десмітнієк Іван Іванович               | Лієпая               | Лієпайський 60-й    |          |
| Дінка Іда Мартинівна                   | Цесвайнський район   | Цесвайнський        |          |
| Домбур Альфред Янович                  | Смілтенський район   | Смілтенський        |          |
| Дука Рита Антонівна                    | Огрський район       | Огрський            |          |
| Егер Карл Оттович                      | Салдуський район     | Броценський         |          |
| Езерінь Петро Адамович                 | Лієпая               | Лієпайський 61-й    |          |
| Елсіс Вільма Кристапівна               | Рига                 | Ризький 6-й         |          |
| Євлєв Микола Сергійович                | Мадонський район     | Мадонський          |          |
| Єлізаров Михайло Петрович              | Даугавпілський район | Калупський          |          |
| Жданов Порфирій Васильович             | Валкський район      | Валкський           |          |
| Жеберс Ольга Мікелівна                 | Бауський район       | Ісліцський          |          |
| Жмуйда Владислав Гнатович              | Резекненський район  | Резекненський 165-й |          |
| Жук Юхим Панасович                     | Ризький район        | Слокський           |          |
| Жуков Петро Григорович                 | Даугавпілський район | Науєнський          |          |
| Залькалн Ліна Ернестівна               | Сігулдський район    | Сігулдський         |          |
| Залькалн Теодор Едуардович             | Рига                 | Ризький 19-й        |          |
| Звайгзне Петро Якович                  | Лієпая               | Лієпайський 57-й    |          |
| Зоммер Яніс Клавович                   | Талсінський район    | Стендський          |          |
| Зуймач Жаніс Фріцович                  | Рига                 | Ризький 5-й         |          |
| Зутіс Яніс Якович                      | Рига                 | Ризький 18-й        |          |
| Іванова Валентина Самуїлівна           | Саулкрастський район | Крімулдський        |          |
| Каганович Лазар Мойсейович             | Даугавпілс           | Даугавпілський 66-й |          |
| Кажоцінь Берта Томівна                 | Тукумський район     | Ірлавський          |          |
| Калнберзін Ян Едуардович               | Рига                 | Ризький 31-й        |          |
| Калнінь Арнольд Янович                 | Ауцський район       | Ауцський            |          |
| Калнінь Мінна Янівна                   | Лієпая               | Лієпайський 59-й    |          |
| Капенієце Ельза Кирилівна              | Ризький район        | Ропажський          |          |
| Катковський Антон Антонович            | Талсінський район    | Вандзенський        |          |
| Каулінь Карл Янович                    | Рига                 | Ризький 48-й        |          |
| Каупуж Віктор Тадеушович               | Вараклянський район  | Баркавський         |          |
| Кацен Яніс Бернгардович                | Плявіньський район   | Кокнеський          |          |
| Керзум Анна Янівна                     | Гауєнський район     | Гауєнський          |          |
| Кірхенштейн Август Мартинович          | Рига                 | Ризький 42-й        |          |
| Кісіс Роберт Янович                    | Цесвайнський район   | Яунгулбенський      |          |
| Кісіс Тетяна Євгенівна                 | Рига                 | Ризький 40-й        |          |
| Клявінь Олександр Леонтійович          | Гулбенський район    | Гулбенський         |          |
| Колберг Аустра Едуардівна              | Смілтенський район   | Грундзальський      |          |
| Комаров Арсеній Васильович             | Рига                 | Ризький 51-й        |          |
| Копманіс Роберт Янович                 | Рига                 | Ризький 49-й        |          |
| Коренюгін Микола Георгійович           | Краславський район   | Краславський        |          |
| Косигін Олексій Миколайович            | Рига                 | Ризький 41-й        |          |
| Краус Адольф Андрійович                | Кандавський район    | Кандавський         |          |
| Крієвс Лідія Анджівна                  | Мадонський район     | Ляудонський         |          |
| Кріштап Домніна Логинівна              | Вілянський район     | Вілянський          |          |
| Крумінь Віліс Карлович                 | Тукумський район     | Тукумський          |          |
| Крумінь Іван Андрійович                | Добельський район    | Яунпілський         |          |
| Крумінь-Кронберг Паул Матісович        | Добельський район    | Крімунський         |          |
| Кукайніс Олександр Оттович             | Лієпайський район    | Гробіньський        |          |
| Купча Віра Антонівна                   | Рига                 | Ризький 32-й        |          |
| Лаздинь-Юдіна Мільда Янівна            | Лімбажський район    | Лієпупський         |          |
| Лазурко Микола Кирикович               | Зілупський район     | Істренський         |          |
| Лаціс Віліс Тенісович                  | Рига                 | Ризький 15-й        |          |
| Лебедєва Анна Михайлівна               | Лудзенський район    | Лудзенський         |          |
| Леціс Вільгельм Петрович               | Рига                 | Ризький 52-й        |          |
| Литвинов Павло Якович                  | Єлгава               | Єлгавський 67-й     |          |
| Ліберт Едуард Юрійович                 | Кулдігський район    | Кулдігський         |          |
| Ліне Вельта Мартинівна                 | Рига                 | Ризький 2-й         |          |
| Ліпін Віктор Іванович                  | Алуксненський район  | Алуксненський       |          |
| Макарова Євдокія Василівна             | Рига                 | Ризький 12-й        |          |
| Маленков Георгій Максиміліанович       | Рига                 | Ризький 11-й        |          |
| Манчинська Лідія Адольфівна            | Дагдський район      | Езернієкський       |          |
| Масуліс Юрій Андрійович                | Рига                 | Ризький 9-й         |          |
| Мелдеріс Вія Андріївна                 | Крустпілський район  | Крустпілський       |          |
| Мікоян Анастас Іванович                | Рига                 | Ризький 21-й        |          |
| Містріс Іван Лаврентійович             | Айзпутський район    | Айзпутський         |          |
| Міцкевич Леокадія Йосипівна            | Малтський район      | Малтський           |          |
| Молотов В'ячеслав Михайлович           | Рига                 | Ризький 33-й        |          |
| Москальова Тетяна Трифонівна           | Акністський район    | Акністський         |          |
| Мухін Олександр Васильович             | Гривський район      | Гривський           |          |
| Муценієк Андрій Янович                 | Ризький район        | Марупський          |          |
| Нагліс Павло Адамович                  | Карсавський район    | Карсавський         |          |
| Ніконов Олександр Олександрович        | Даугавпілський район | Вішкський           |          |
| Новик Альфонс Андрійович               | Прейльський район    | Аглонський          |          |
| Новиков Костянтин Олександрович        | Рига                 | Ризький 35-й        |          |
| Озолінь Іван Іванович                  | Апський район        | Апський             |          |
| Озолінь Карл Мартинович                | Валмієрський район   | Буртнієкський       |          |
| Озолінь Яніс Адольфович                | Балдонський район    | Балдонський         |          |
| Паегле Петро Янович                    | Балвський район      | Тілжський           |          |
| Пакалн Ян Петрович                     | Даугавпілс           | Даугавпілський 62-й |          |
| Пашкевич Борис Євстахійович            | Лімбажський район    | Лімбажський         |          |
| Пельше Арвід Янович                    | Резекненський район  | Резекненський 166-й |          |
| Пінксіс Індрик Оттович                 | Цесіський район      | Раунський           |          |
| Плудон Матіс Янович                    | Талсінський район    | Талсінський         |          |
| Полікевич Аполонія Янівна              | Рига                 | Ризький 14-й        |          |
| Пономаренко Пантелеймон Кіндратович    | Рига                 | Ризький 30-й        |          |
| Пономарьов Микола Олександрович        | Краславський район   | Індрський           |          |
| Пономарьов Микола Олексійович          | Дагдський район      | Дагдський           |          |
| Пріверт Альберт Христіанович           | Рига                 | Ризький 27-й        |          |
| Прієде-Берзінь Лілія Давидівна         | Рига                 | Ризький 20-й        |          |
| Протасова Феодора Трохимівна           | Зілупський район     | Зілупський          |          |
| Пукюдрува Елеонора Йоганівна           | Рига                 | Ризький 22-й        |          |
| Пусліс Карл Матвійович                 | Даугавпілс           | Даугавпілський 63-й |          |
| Путане Віргінія Адамівна               | Гривський район      | Деменський          |          |
| Путнан Віра Петрівна                   | Абренський район     | Абренський          |          |
| Рашкевіц Альфред Карлович              | Ергльський район     | Ергльський          |          |
| Рекевич Альма Янівна                   | Неретський район     | Неретський          |          |
| Розенберг Ірма Олександрівна           | Рига                 | Ризький 13-й        |          |
| Розенберг Ліксма Фрідрихівна           | Кандавський район    | Сабільський         |          |
| Розентал Еріка Фріцівна                | Сігулдський район    | Лігатненський       |          |
| Рокпелніс Фріціс Янович                | Прейльський район    | Сілаяньський        |          |
| Роніс Євген Павлович                   | Вараклянський район  | Вараклянський       |          |
| Савельєва Єлизавета Петрівна           | Рига                 | Ризький 4-й         |          |
| Самолевський Віктор Миколайович        | Тукумський район     | Енгурський          |          |
| Самсон Віліс Петрович                  | Карсавський район    | Наутренський        |          |
| Свєчинська Фаїна Анатоліївна           | Єлгава               | Єлгавський 68-й     |          |
| Семуле Марта                           | Гулбенський район    | Леясціємський       |          |
| Скраустинь Ельза Карлівна              | Валмієрський район   | Дікльський          |          |
| Спалва Альфред Янович                  | Рига                 | Ризький 7-й         |          |
| Спаран-Пудж Петро Антонович            | Прейльський район    | Прейльський         |          |
| Спрогіс Вероніка Антонівна             | Ілукстський район    | Ілукстський         |          |
| Сталін Йосип Віссаріонович             | Рига                 | Ризький 3-й         |          |
| Строганов Володимир Григорович         | Валмієрський район   | Валмієрський        |          |
| Судмаліс Марія Янівна                  | Айзпутський район    | Ціравський          |          |
| Суслов Михайло Андрійович              | Рига                 | Ризький 17-й        |          |
| Тихвінський Іван Володимирович         | Рига                 | Ризький 8-й         |          |
| Тихомирова Марія Петрівна              | Балвський район      | Балвський           |          |
| Тітов Федір Єгорович                   | Рига                 | Ризький 36-й        |          |
| Тракша Адольфіна Петрівна              | Ліванський район     | Рудзетський         |          |
| Трінклер Ян Янович                     | Цесіський район      | Цесіський           |          |
| Трушковський Вілхелм Оттович           | Балдонський район    | Ієцавський          |          |
| Тюмін Олексій Федорович                | Прієкульський район  | Прієкульський       |          |
| Упіт Андрій Мартинович                 | Огрський район       | Лієлвардський       |          |
| Фрідерман Арнольд Янович               | Рига                 | Ризький 45-й        |          |
| Хрущов Микита Сергійович               | Рига                 | Ризький 23-й        |          |
| Цацар Яніна Олександрівна              | Малтський район      | Пушський            |          |
| Целав Карл Янович                      | Бауський район       | Барбельський        |          |
| Чабіс Зельма Вікторівна                | Гривський район      | Скрудалієнський     |          |
| Чербард Анна Янівна                    | Резекненський район  | Каунатський         |          |
| Чернишов Олексій Павлович              | Карсавський район    | Мердзенський        |          |
| Чіксте Артур Едуардович                | Даугавпілс           | Даугавпілський 65-й |          |
| Шалаєв Микола Георгійович              | Лієпайський район    | Руцавський          |          |
| Шамін Іван Васильович                  | Алсунгський район    | Алсунгський         |          |
| Шверник Микола Михайлович              | Рига                 | Ризький 34-й        |          |
| Шкірятов Матвій Федорович              | Рига                 | Ризький 44-й        |          |
| Шмальц Петер Янович                    | Крустпілський район  | Межарський          |          |
| Шмідт Фрідріх-Олександр Олександрович  | Рига                 | Ризький 25-й        |          |
| Штейнберг Фріц Янович                  | Лієпая               | Лієпайський 56-й    |          |
| Яунзем Ірма Миколаївна                 | Ауцський район       | Бенський            |          |